# Schonzeitkaliber
Als Schonzeitkaliber wird Patronenmunition bezeichnet, welche für die Jagd während der Schonzeit von Hochwild und Niederwild verwendet wird.

## Kaliber
Es handelt sich in der Regel um Kleinkalibermunition, wie z. B. .22 lfB, .22 WMR oder auch .22 Hornet. Die .222 Remington ist schon für Rehwild zugelassen und zählt deshalb nicht als Schonzeitkaliber.
Schonzeitkaliber werden in speziellen Waffen, aber auch im Einstecklauf in einer kombinierten Waffe verwendet.

## Verwendung
Es gibt Wild ohne Schonzeit, das somit nach dem Jagdrecht das ganze Jahr (Jagdjahr) über bejagt werden darf. Dazu gehören verschiedene Kleinwildarten, wie z. B. Kaninchen und verschiedene Raubwildarten. Diese dürfen bejagt werden, soweit nicht andere jagdrechtliche Regelungen, wie der allgemeine Schutz von Elterntieren in den Setz- und Brutzeiten, entgegenstehen. Weiterhin werden mit Schonzeitkalibern Tiere bejagt, die zwar nicht zum Wild gezählt werden, die aber nach Landesrecht vom Jäger erlegt werden dürfen. Soweit es sich dabei um Raubtiere handelt, werden diese jagdlich veraltet als Raubzeug im Unterschied zum „Raubwild“ bezeichnet. Es ist für den Jäger selbstverständlich, dass mit den meist leistungsschwachen Schonzeitkalibern nur auf Tiere geschossen wird, die damit auch sicher getötet werden können.
Weiterhin gelten Schonzeitkaliber als preisgünstige Alternative zur Übung auf dem Schießstand.